# HD 202214
HD 202214，又名BD+59 2334，SAO 33210、HR 8119，是一颗恒星，视星等为5.64，位于銀經98.52，銀緯7.99，其B1900.0坐标为赤經21h 9m 15.4s，赤緯+59° 7.99′ 31″。